# 夜のクラゲは泳げない
『夜のクラゲは泳げない』（よるのクラゲはおよげない）は、動画工房制作による日本のテレビアニメ作品。略称は「ヨルクラ」。2023年から2025年の渋谷を舞台に、少女たちの成長を描く青春群像劇。2024年4月から6月までTOKYO MXほかにて放送された。

## あらすじ
光月まひるはネットで人気のイラストレーターだったが、路上の壁に描いたイラストを変な絵だと言われたり気持ち悪いと言われたりしたため自信を失い、活動を休止していた。だが彼女のイラストを1人の少女、山ノ内花音が認めてくれた。花音はアイドルグループの一員だったがネットで炎上したことで脱退、匿名シンガーのJELEEとして活動していた。
仲良くなった2人の前に、花音の大ファンだった高梨・キム・アヌーク・めいが現れる。彼女は天才的な作曲家だった。さらにまひるの幼馴染で、人気Vtuberの渡瀬キウイも加わる。
匿名で活動していた4人の少女アーティストが集い、音楽ユニット・JELEEを結成する。クラゲのように揺蕩いつつ世界に対して輝こうとする。

## 登場人物
光月 まひる（こうづき まひる）
声 - 伊藤美来
誕生日：2007年3月30日
さいたま市立大宮学園高等学校の2年生。幼少期はイラストレーター「海月ヨル」（うみづき ヨル）として活動していたが、とある出来事が原因で活動を休止していた。花音との出会いがきっかけで活動を再開し、「JELEE」のイラストを担当することになる。
山ノ内 花音（やまのうち かの）
声 - 高橋李依
誕生日：2006年7月4日
覆面アーティスト「JELEE」として活動する少女。本名は早川花音（はやかわ かの）。かつてはアイドルグループ「サンフラワードールズ」のリーダー兼センター「橘ののか」（たちばな ののか）として活躍していたが、ある事件をきっかけに脱退している。
イラストレーター「海月ヨル」のファンであり、「JELEE」という名義もまひるが幼少期に描いたクラゲ（英語でjellyfish）の壁画に因んでいる（ただし、綴りが間違っていることをまひるに突っ込まれた）。「JELEE」の活動にまひる達が参加するようになってからは、主に歌唱・作詞を担当する。
渡瀬 キウイ（わたせ キウイ）
声 - 富田美憂
VTuber「竜ヶ崎ノクス」（りゅうがさき ノクス）として活動している少女。立北高校の2年生。「キウイ」は本名である。まひるとは幼馴染だが、それぞれ別の高校へ進学後はスマホやネットを介しての近況報告のみで2年間直接会っていなかった。
「JELEE」の活動では主に動画製作を担当するが、他のメンバーがPC用語に疎くDTMやサウンドドライバーなどの意味を知らなかったため、加入当初はめいにそれらを指導する役回りも担った。
高梨・キム・アヌーク・めい（たかなし・キム・アヌーク・めい）
声 - 島袋美由利
誕生日：2006年9月13日
東京音響芸術大附属音響高校の音楽科演奏専攻に通う少女。幼少期からピアノなどの英才教育を受けており、数々のコンクールで賞を取っている。「橘ののか」の大ファン。
ドイツ人とのミックスで、名前や髪色を同級生にからかわれた過去を持つ。花音と初めて対面した時も、本名の「キム」から取った「木村」という偽名を名乗っていた。「JELEE」の活動では作曲を担当し、「木村ちゃん」（きむら ちゃん）の名義を使用する。
みー子
声 - 上坂すみれ
「銀河系最強アイドルの卵」を自称するアイドル。第1話で「JELEE」に自身の路上ライブを乗っ取られてから、彼女達の大事な場面に居合わせることが多い。実は31歳のシングルマザーで、本名は馬場 静江（ばば しずえ）。18歳の時に上京してプロダクション下剋上に所属し、地下アイドルとして14年間活動してきたがなかなか売れず、事務所からも「次の曲でバズらなければ退所」と通告されてしまう。そこで最後のチャンスとして、第6話で「JELEE」に楽曲制作を依頼する。
瀬藤 メロ（せとう メロ）
声 - 岡咲美保
「サンフラワードールズ」の活動再開後のセンター。
柳 桃子（やなぎ ももこ）
声 - 首藤志奈
「サンフラワードールズ」のメンバー。ユニット内では最年長。
鈴村 あかり（すずむら あかり）
声 - 天城サリー
「サンフラワードールズ」のメンバー。
光月 佳歩（こうづき かほ）
声 - 松浦愛弓
まひるの妹。
早川 美音（はやかわ みおん）
声 - 安済知佳
花音の姉。
馬場 亜璃恵瑠（ばば ありえる）
声 - 東山奈央
みー子の娘。昔は少し暗い性格だったが母の明るさに救われ、めいの影響で母のTO（トップヲタ）を名乗る。
小春（こはる）
声 - 瀬戸麻沙美
花音とキウイがバイクの免許合宿時に出会った美女。全身を整形しており、特に胸は100万円掛けてFカップに増量した。キウイに興味を持つ。
早川 雪音（はやかわ ゆきね）
声 - 甲斐田裕子
「サンフラワードールズ」のプロデューサー。美音・花音の母。
目的のためなら手段を選ばない一面があり、花音からは畏れられて親子関係は希薄。だが仕事への熱意や才能を見抜く目は確かで、まひるの絵を高く評価している。
保奈美（ほなみ）
声 - 椎名へきる
まひると花音がアルバイトするカラオケ店の店長。

## スタッフ
- 原作 - JELEE[5]
- 監督 - 竹下良平[5]
- シリーズ構成・脚本 - 屋久ユウキ[5]
- キャラクター原案 - popman3580[5]
- キャラクターデザイン - 谷口淳一郎[5]
- サブキャラクターデザイン - 中島千明、朱里
- 衣装デザイン - 葛原詩乃、長澤翔子
- プロップデザイン - 服部未夢
- 劇中イラスト原案 - はむねずこ[5]
- 総作画監督 - 谷口淳一郎、豊田暁子、鈴木明日香[5]
- メインアニメーター - 太田慎之介、Saurabh Singh、中尾和麻[5]
- 美術監督 - 金子雄司
- 美術設定 - 平澤晃弘
- 色彩設計 - 石黒けい
- 撮影監督 - 桒野貴文
- 編集 - 木村佳史子
- 音響監督 - 木村絵理子[5]
- 音響効果 - 倉橋裕宗
- 音楽 - 横山克[5]
- 音楽制作 - キングレコード[5]
- プロデューサー - 鈴木廉太
- 制作プロデューサー - 齊藤真吾
- アニメーション制作 - 動画工房[5]
- 製作 - 「夜のクラゲは泳げない」製作委員会[5]

## 主題歌
山ノ内花音（高橋李依）が歌唱しプロデュースを40mPが担当するJELEEによる挿入歌が使用される。
「イロドリ」
カノエラナによるオープニングテーマ。作詞・作曲はカノエラナ、編曲は永井正道。
「1日は25時間。」
ツルシマアンナによるエンディングテーマ。作詞・作曲・編曲は40mP。
最終話ではJELEEによる歌唱バージョンが挿入歌として使用された。
「カラフルムーンライト（ギターアレンジver.）」
JELEEによる挿入歌。作詞は40mP、作曲・編曲は横山克。
「カラフルムーンライト」
みー子（上坂すみれ）による挿入歌。作詞は40mP、作曲・編曲は横山克。
「Chai Maxx ZERO」
みー子（上坂すみれ）による挿入歌。作詞は只野菜摘、作曲・編曲は横山克。
「最強ガール」
JELEEによる挿入歌。作詞・作曲・編曲は40mP。
「月の温度」
JELEEによる挿入歌。作詞・作曲・編曲は40mP。
「lovely weather」
サンフラワードールズによる挿入歌。作詞は只野菜摘、作曲・編曲は横山克。
「渋谷アクアリウム」
JELEEによる挿入歌。作詞・作曲・編曲は40mP。
「青一色」
JELEEによる挿入歌。作詞・作曲・編曲は40mP。
「lovely weather 瀬藤メロver.」
瀬藤メロ（岡咲美保）による挿入歌。作詞は只野菜摘、作曲・編曲は横山克。
「深海遊泳」
JELEEによる挿入歌。作詞・作曲・編曲は40mP。

## 各話リスト
| 話数   | サブタイトル       | 絵コンテ         | 演出             | 作画監督 | 総作画監督                      | 初放送日      |
| ------ | ------------------ | ---------------- | ---------------- | --- | ------------------------------- | ------------- |
| 第1話  | 夜のクラゲ         | 竹下良平         | 竹下良平         | 中島千明 谷口淳一郎 豊田暁子 山野雅明 伊澤珠美                                                                                 | 谷口淳一郎                      | 2024年 4月7日 |
| 第2話  | めいの推しごと     | 竹下良平         | 大迫光紘         | 谷口淳一郎 鈴木彩乃 徳永さやか 松下郁子 﨑口さおり                                                                             | 谷口淳一郎                      | 4月14日       |
| 第3話  | 渡瀬キウイ         | ソエジマヤスフミ | ソエジマヤスフミ | 久保茉莉子 山本蓮雄 伊澤珠美                                                                                                   | 豊田暁子                        | 4月21日       |
| 第4話  | 両A面              | 斉藤哲人         | 白幡良志之       | 徳永さやか 松下郁子 﨑口さおり 鈴木彩乃                                                                                        | 鈴木明日香                      | 4月28日       |
| 第5話  | コメント欄         | 河原龍太         | 河原龍太         | 伊澤珠美 迫由里香 山本蓮雄 金慧秀 菊池愛 曾我篤史 久保茉莉子                                                                   | 谷口淳一郎                      | 5月5日        |
| 第6話  | 31（サーティワン） | 佐藤雅子         | 胡麻黄粉         | 鈴木彩乃 早川麻美 小沼よしい 﨑口さおり 川本由記子 久保茉莉子                                                                  | 豊田暁子                        | 5月12日       |
| 第7話  | 夜明け             | 白幡良志之       | 白幡良志之       | 宮永あずさ 鈴木彩乃 松下郁子 徳永さやか 千葉山夏恵                                                                             | 鈴木明日香                      | 5月19日       |
| 第8話  | カソウライブ       | ソエジマヤスフミ | ソエジマヤスフミ | 川本由記子 金慧秀 伊澤珠美 山本蓮雄 久保茉莉子 おさしみ丸 ぶんやま                                                             | 豊田暁子 菊池愛 まじろ 勝又聖人 | 5月26日       |
| 第9話  | 現実見ろ           | 河原龍太         | 河原龍太         | 中野美柚 山本悦子 本谷愛 伊澤珠美 曾我篤史 﨑口さおり 鈴木彩乃                                                                 | 谷口淳一郎                      | 6月2日        |
| 第10話 | 推される側         | 大迫光紘         | 大迫光紘         | 伊澤珠美 徳永さやか 宮永あずさ 鈴木彩乃 本谷愛 山本蓮雄 松下郁子 千葉山夏恵 中野美柚 鈴木明日香                                | 鈴木明日香                      | 6月9日        |
| 第11話 | 好きなもの         | 川村一           | 藤田星平         | 久保茉莉子 山本蓮雄 川本由記子 本谷愛 金慧秀 山本悦子 千葉山夏恵                                                               | 豊田暁子 谷口淳一郎             | 6月16日       |
| 最終話 | JELEE              | 竹下良平         | 竹下良平         | 谷口淳一郎 中島千明 鈴木彩乃 鈴木明日香 中尾和麻 松下郁子 徳永さやか 久保茉莉子 﨑口さおり 中野美柚 中田亜希子 宮永あずさ 朱里 | 谷口淳一郎                      | 6月23日       |

## 放送局
| 放送期間               | 放送時間                     | 放送局       | 対象地域   | 備考                                 |
| ---------------------- | ---------------------------- | ------------ | ---------- | ------------------------------------ |
| 2024年4月7日 - 6月23日 | 日曜 1:00 - 1:30（土曜深夜） | TOKYO MX     | 東京都     |                                      |
|                        |                              | BS11         | 日本全域   | 製作参加 / BS放送 / 『ANIME+』枠     |
|                        | 日曜 22:30 - 23:00           | AT-X         | 日本全域   | CS放送 / 字幕放送 / リピート放送あり |
| 2024年4月8日 - 6月24日 | 月曜 1:59 - 2:29（日曜深夜） | 関西テレビ   | 近畿広域圏 | 製作参加                             |
| 2024年4月9日 - 6月25日 | 火曜 2:25 - 2:55（月曜深夜） | 北海道テレビ | 北海道     | 『アニメな時間』枠                   |

| 配信開始日    | 配信時間                       | 配信サイト |
| ------------- | ------------------------------ | --- |
| 2024年4月7日  | 日曜 1:00（土曜深夜） 更新     | dアニメストア [ 注 2 ] DMM TV U-NEXT アニメ放題 |
| 2024年4月13日 | 土曜 0:00（金曜深夜） 順次更新 | Netflix ABEMA Amazon Prime Video AnimeFesta auスマートパスプレミアム バンダイチャンネル FOD HAPPY!動画 Hulu J:COM STREAM Lemino milplus ムービーフルplus ニコニコチャンネル [ 注 3 ] ニコニコ生放送 [ 注 3 ] TELASA YouTube クランクイン!ビデオ ふらっと動画 |

## BD
| 巻 | 発売日        | 収録話          | 規格品番     |
| -- | ------------- | --------------- | ------------ |
| 1  | 2024年6月26日 | 第1話 - 第3話   | KIZX-90648/9 |
| 2  | 2024年7月31日 | 第4話 - 第6話   | KIZX-90650/1 |
| 3  | 2024年8月28日 | 第7話 - 第9話   | KIZX-90652/3 |
| 4  | 2024年9月25日 | 第10話 - 第12話 | KIZX-90654/5 |

## 漫画
コミカライズが『マガジンポケット』（講談社）にて2024年4月7日から12月1日まで配信された。作画は藤居にこ。
- JELEE（原作）、藤居にこ（漫画） 『夜のクラゲは泳げない』講談社〈講談社コミックス〉、全4巻
  1. 2024年5月16日発売[16]、ISBN 978-4-06-535541-1
  2. 2024年7月17日発売[17]、ISBN 978-4-06-536131-3
  3. 2024年9月17日発売[18]、ISBN 978-4-06-536770-4
  4. 2024年12月17日発売[19]、ISBN 978-4-06-537439-9

## 小説
脚本を担当した屋久ユウキによるノベライズがガガガ文庫（小学館）より刊行された。
- 屋久ユウキ（著）・JELEE（原作）・popman3580（カバーイラスト）・谷口淳一郎（本文挿絵） 『小説 夜のクラゲは泳げない』 小学館〈ガガガ文庫〉、全3巻
  1. 2024年5月20日発売[20]、ISBN 978-4-09-453191-6
  2. 2024年6月18日発売[21]、ISBN 978-4-09-453194-7
  3. 2024年7月18日発売[22]、ISBN 978-4-09-453200-5

## ラジオ
『TVアニメ「夜のクラゲは泳げない」ヨルクラジオ 〜目指せフォロワー10万人〜』が2024年3月1日よりインターネットラジオステーション「音泉」、YouTubeのKING AMUSEMENT CREATIVE official channelにて配信中。パーソナリティは光月まひる役の伊藤美来。なお、第15回までは毎週配信していたが、その後不定期配信となり、2025年3月現在、2024年9月28日の第18回を最後に配信は行われていない。

### ゲスト
出典：
- 第0・3・4・11・12・15・17回 - 高橋李依（山ノ内花音 役)
- 第0・1・6・8・10・15・18回 - 富田美憂（渡瀬キウイ 役）
- 第0・2・5・9・11・13・14・15・16回 - 島袋美由利（高梨・キム・アヌーク・めい 役）
- 第7回 - 安済知佳（美音 役）
- 第9回 - カノエラナ（OP担当）
- 第13回 - 上坂すみれ（みー子 役）
- 第14回 - ツルシマアンナ（ED担当）

## ボイスドラマ
本作のボイスドラマが2024年4月9日よりYouTubeのKING AMUSEMENT CREATIVE official channelにて配信中。

## コラボレーション
バンダイ
ライフスタイル事業部が『HTML ZERO3』ブランドにて2024年10月28日からコラボアパレルを展開している。
アクアワールド・大洗
2024年11月16日から12月15日まで、光月まひる（伊藤美来）、山ノ内花音（高橋李依）による館内案内を行った。また特別ディスプレイも上映された。

### ユニットメンバー
1. ↑  瀬藤メロ（岡咲美保）、柳桃子（首藤志奈）、鈴村あかり（天城サリー）